# USS N-4 (SS-56)
USS N-4 (SS-56) – zbudowany w stoczni Lake Torpedo Boat Company amerykański dwukadłubowy okręt podwodny typu N z grupy czterech okrętów tego typu opracowanych przez Simona Lake’a. Stępkę pod okręt położono 24 marca 1915 roku, zwodowano go 27 listopada 1916 roku, po czym został przyjęty do służby w amerykańskiej marynarce wojennej 15 czerwca 1918 roku. Jednostka operowała w ramach amerykańskiej floty podwodnej do 22 kwietnia 1922 roku, kiedy wycofano ją ze służby.